# Стшебешев
Стшебешев (пол. Strzebieszew) — село в Польщі, у гміні Доманевиці Ловицького повіту Лодзинського воєводства.
Населення — 395 осіб (2011).
У 1975-1998 роках село належало до Скерневицького воєводства.

## Демографія
Демографічна структура станом на 31 березня 2011 року:
|          | Загалом | Допрацездатний вік | Працездатний вік | Постпрацездатний вік |
| -------- | ------- | ------------------ | ---------------- | -------------------- |
| Чоловіки | 196     | 35                 | 135              | 26                   |
| Жінки    | 199     | 43                 | 95               | 61                   |
| Разом    | 395     | 78                 | 230              | 87                   |